# 奧莉維亞·紐頓-約翰
奥莉维亚·纽顿-约翰女爵士，AC，DBE（英語：Dame Olivia Newton-John，1948年9月26日—2022年8月8日），出生於英格蘭劍橋，澳洲流行音樂及鄉村音樂歌手，榮獲過4項格莱美奖。另外又獲得《告示牌》五首冠軍單曲和十五首十大單曲，以及兩張告示牌200大專輯榜冠軍。她的11首單曲（包括兩張白金）和她的14張專輯（包括兩張白金和四張雙白金）已經獲得RIAA認證的金獎。她在全球銷售了大約1億張唱片，使她成為有史以來最暢銷的藝人之一。其中1981年的專輯 《Physical》同名歌曲“Physical”，更取得告示牌百大單曲榜連續10週冠軍。

## 早年生活
奥莉维亚·纽顿·约翰在1948年出生于英国剑桥，她五岁随家人移居澳洲墨尔本，父亲是Brin Newton-John教授，母亲Irene Born是1954年诺贝尔物理学奖得主马克斯·玻恩的长女。奥莉维亚在家中排行最小，哥哥休（Huge）是名医生，姐姐罗娜（Rona）是名演员。

## 职业生涯
14岁就与三名同班同学组成了全女子合唱团Sol Four，并经常参加澳洲当地电台和电视台的演出。后来在《Sing Sing Sing》电视歌唱比赛胜出，所获奖金得以使她能够到英国旅行，起初，她不愿去，在母亲鼓励下得以成行。1963年，Olivia已經是澳洲電視節目和每週流行音樂節目的常客。1964年，她贏得了全澳洲才藝比賽的冠軍，獲得前往英國的機會。不久之後，Pat由於簽證期滿而返回澳洲，Olivia留下來獨自繼續奮鬥，受到「英國貓王」克里夫·李察的賞識，應邀參與其巡迴演出，並且合錄了一首單曲，使她受到注意，獲得了唱片合約。1966年，Olivia在迪卡唱片公司旗下發表了首張單曲，翻唱了Jackie DeShannon的名曲。

## 1971-77

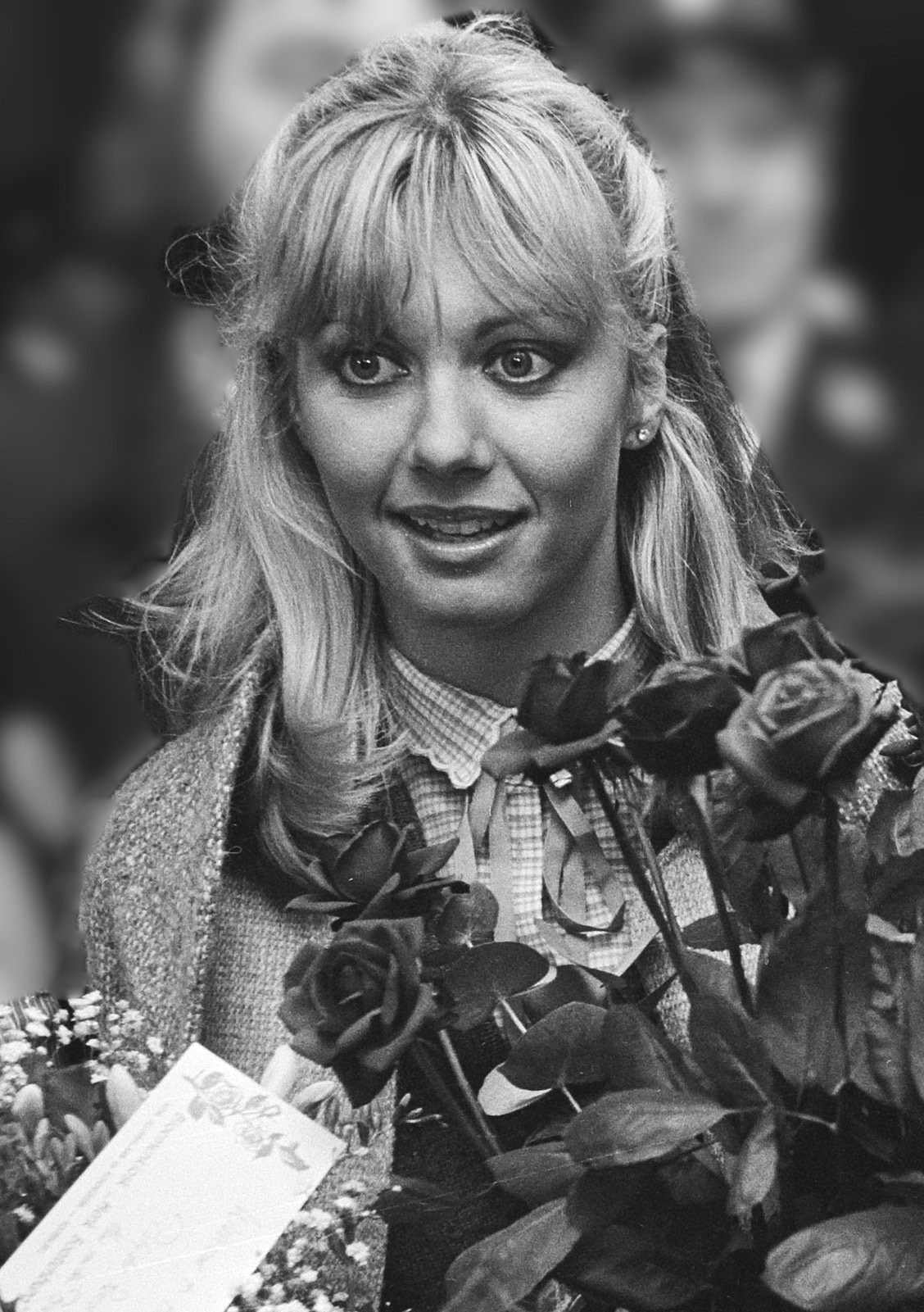
1978年的奧莉花·紐頓-莊

在1971年，她又翻唱了巴布·迪倫的《If Not For You》，在英國得到第七名，美國則是第25名。由John Farrar負責監製，而他也成為了Olivia的長期拍擋合作至今，《Let Me Be There》是Olivia首張在美國出版的專輯，在1973年推出，同名的單曲也成為了她首張十大單曲，這張專輯更替她獲選鄉村音樂學院的「最有前途女歌手」，及葛萊美的「最佳鄉村女歌手」大獎，揭開了她音樂發展刺激的一頁。錄製的時候，它本來只是一首流行風味的流行歌曲，但是製作人在事後添加了最能代表鄉村音樂特色的腳踏鋼吉他（一種類似吉他的弦樂器），使這首歌得到了鄉村音樂電台DJ們的青睞，紛紛大力推薦，更是成為她在美國的第一張金唱片。
1974年，一位來自澳洲，活躍於夜總會，頗有作曲才華的歌手彼得·艾倫（曾和女星麗莎·明尼利維持過七年婚姻關係），準備錄製他的第一張個人專輯。為他擔任製作的，是另外一位熱門歌壇的作曲好手Jeff Barry。當他們倆共同檢視Allen為這張專輯譜寫好的歌曲時，Barry發現似乎沒有什麼特別有希望造成流行的曲調，因此就表示，他有個好點子，如果寫成一首歌曲，由女歌手來唱，可能會很不錯。於是兩人共同合作，譜出了「I Honestly Love You」這首歌，並且錄製成Demo。兩人所屬的出版公司正好有人要去向Olivia Newton-John推銷新歌，順手就把這首歌帶過去。Olivia聽了之後，幾乎癱瘓在椅子上，立刻要求要灌錄這首歌。幾經商量之後，Barry決定把歌曲讓給正在鄉村歌壇大受歡迎的Olivia，不過說也奇怪，唱片公司的人竟然不是很喜歡，所以根本就沒有打算把它發行成單曲，但是廣播界的眾家DJ們卻愛上了這首歌曲，不但紛紛強力放送，還要求唱片公司趕緊發行單曲。同年十月五日，「I Honestly Love You」登上了排行榜首寶座，為Olivia奪得了她出道以來的第一次冠軍，更於次年二月贏得了「年度最佳唱片」和「年度最佳流行女藝人」兩項葛萊美獎。

## 火爆浪子
Olivia在1978年與約翰·屈伏塔合演《火爆浪子》，奠定了她的巨星地位。這套電影的原聲唱片成為了史上最成功的電影原聲唱片，其中包括了跟John Travolta合唱的《You’re The One That I Want》，《Summer Nights》和她的大熱歌曲《Hopelessly Devoted To You》。為慶祝二十週年，電影在1998年再度上映，反應同樣熱烈，証明了它的經典性。

## 晚年成就
Olivia曾替美國紅十字會、Environmental Media Association、Women’s Guild of Cedar’s Sinai Medical Center、Rainforest Alliance和Concept Cure等慈善團體出力。她又為了幫助婦女更容易及更方便自行檢驗乳房而推出了「Olivia乳房自檢工具包」。踏入千禧，她獲梵蒂岡教宗若望·保祿二世邀請，在Jubilee Celebration for the Sick and Healthcare Workers表演，又在2000年悉尼奧運會開幕典禮中向全球四十億觀眾演唱。獲選成為運送奧林匹克聖火的一員更令她難忘。
2002年，Olivia在第十六屆Annual Aria Awards被選列入Australian Music Hall Of Fame殿堂，更近期的榮譽則是在2006年的G'Day L.A. Ball中從好友約翰·屈伏塔的手中領取「終身成就大獎」。

## 逝世
2022年8月8日，紐頓-莊因晚期乳癌在美國加利福尼亞州聖伊內斯逝世，享壽73歲。

## 格莱美奖
- 1973 – 最佳乡村女歌手，"Let Me Be There"
- 1974 – 年度最佳唱片 "I Honestly Love You"
- 1974 – 最佳女歌手， "I Honestly Love You"
- 1982 – 年度最佳短片: "Olivia Physical"

## 荣誉

### 外国勋章奖章
- 旭日小绶章（日本，2021年11月3日公布[5]）

## 外部連結
- 官方网站
- 奧莉維亞·紐頓-約翰的Facebook專頁
- 奧莉維亞·紐頓-約翰的Instagram帳戶
- 奧莉維亞·紐頓-約翰的X（前Twitter）
- YouTube上的奧莉維亞·紐頓-約翰頻道
- 奧莉維亞·紐頓-約翰在Allmusic上的頁面
- 奧莉維亞·紐頓-約翰在互联网电影资料库（IMDb）上的資料（英文）

| 奖项与成就                                             | 奖项与成就                                      | 奖项与成就                                    |
| ------------------------------------------------------ | ----------------------------------------------- | --------------------------------------------- |
| 前任者： Cliff Richard with "Power to All Our Friends" | 英国在欧洲歌唱大赛之历年表现 1974年歐洲歌唱大賽 | 繼任者： The Shadows with "Let Me Be the One" |